# Neuville-lès-Lœuilly
Neuville-lès-Loeuilly foi uma comuna francesa na região administrativa de Altos da França, no departamento de Somme. Estendia-se por uma área de 3,17 km². Em 2010 a comuna tinha 126 habitantes (densidade: 39,7 hab./km²).
Em 1 de janeiro de 2019, passou a formar parte da nova comuna de Ô-de-Selle.